# Fernando Baptista
Fernando Silva Oliveira Baptista (12 de abril de 1942) é um engenheiro agrónomo e político português, e que foi responsável pelo ministério da Agricultura e Pescas entre 26 de março e 19 de setembro de 1975. Leccionou no Instituto Superior de Agronomia, onde foi professor catedrático.